# Behrn Arena
La Behrn Arena, anche conosciuta con la vecchia denominazione Eyravallen, è il principale stadio di calcio di Örebro, in Svezia. Può contenere circa 14 500 persone; caratteristico è il terreno in erba sintetica.
La Behrn Arena è lo stadio delle squadre calcistiche Örebro Sportklubb (calcio maschile) e KIF Örebro DFF (femminile).
Lo stadio venne realizzato nel 1923 e ospitò anche una gara dei Mondiali 1958, Francia-Scozia, terminata 2-1. Nel 1961 si registrò il record di affluenza di tutti i tempi: 20 066 spettatori per la gara contro il Degerfors.

## Calcio

### Mondiale 1958
| Arbitro: | Brozzi |

|                           |           |           |
| Piantoni 22’ Fontaine 44’ | Marcatori | 58’ Baird |

## Football americano
La Behrn Arena ospita gli incontri casalinghi di tutte le formazioni degli Örebro Black Knights. È stata più volte selezionato per ospitare le finali nazionali.

### Finali maschili
| Örebro 8 luglio 2017, ore 16:30 XXXII SM-Finalen | Carlstad Crusaders | 24 – 0 referto | Örebro Black Knights | Behrn Arena |

| Arbitri: | Mandoki Eliason Hellgren Haglund Dahlin Daniel Sjoholm Edling |

| |           | |
| Lindéus 0':51" Q2 (TD) 25yd pass from Vasey 9':36" Q3 (TD) 9yd run J. Palmborg Q3 (tpc) pass from Vasey H. Gertsson 0':40" Q3 (TD) 71yd pass from Vasey J. Cafferky jr. Q3 (pat) Lindéus 5':50" Q4 (TD) 41yd pass from Vasey J. Cafferky jr. Q4 (pat) | Marcatori | D. Dobrolevski 5':58" Q2 (TD) 12yd pass from Retzlaff Gavelin-Miranda Q2 (pat) Göransson 6':09" Q3 (TD) 6yd run Gavelin-Miranda Q3 (pat) |

| Arbitri: | Hellgren Eliason M. Magnusson H. von Sydow Dahlin B. Westerbjork S. Hagen |

| |           |                                                                        |
| Retzlaff 10':24" Q1 (TD) 30yd pass from Pappas Gavelin-Miranda Q1 (pat) Hallgren 7':42" Q1 (TD) 79yd pass from Pappas Gavelin-Miranda Q1 (pat) Gavelin-Miranda 6':42" Q1 (TD) 20yd pass from Pappas Gavelin-Miranda Q1 (pat) Gavelin-Miranda 0':10" Q1 (FG) 25yd Blomgren 9':09" Q2 (TD) 43yd pass from Pappas Gavelin-Miranda Q2 (pat) Retzlaff 1':06" Q2 (TD) 22yd pass from Pappas Gavelin-Miranda Q2 (pat) Retzlaff 1':42" Q3 (TD) 16yd pass from Pappas Gavelin-Miranda Q3 (pat) Westin 1':06" Q4 (TD) 96yd fumble recovery Gavelin-Miranda Q4 (pat) | Marcatori | Wetterberg 2':27" Q2 (TD) 19yd pass from Vasey Göransson Q2 (tpc) rush |

### Finali femminili
| Örebro 8 luglio 2017, ore 12:30 VI SM-Finalen | Örebro Black Knights | 22 – 6 referto | Stockholm Mean Machines | Behrn Arena |

## Settori
La suddivisione dei posti è la seguente:
- Tribuna Nord (4 250, tutti dotati di seggiolini)
- Tribuna Sud (3 000, dotati di seggiolini)
- Tribuna Ovest (3 000 in piedi)
- Tribuna Est (1 600 in piedi e 1 300 a sedere)